# Rhodoscypha
Rhodoscypha es un género de hongos de la familia Pyronemataceae. Es un género monotípico, solo contiene la especie Rhodoscypha ovilla, originalmente descrita en 1876 por Charles Horton Peck como especie de Peziza.